# ブイ子のバズっちゃいな!
『ブイ子のバズっちゃいな!』（ブイこのバズっちゃいな!、中国語: V子努力走红中!）は、2020年10月9日から2021年9月23日までテレビ朝日で放送されたバラエティ番組。

## 概要
前座番組『超人女子戦士 ガリベンガーV』からの拡大。
中国最大級の動画サイトであるbilibiliに当番組のアカウントを創設し、中国でバズる秘密を学び動画を制作する。
2020年12月21日にスタートした全14番組を対象にした企画「コカ・コーラ presents バラバラ大選挙」で視聴者からの得票数1位を獲得。2021年1月24日にはみどころをまとめた特別番組を放送した。
2021年4月からは放送時間を木曜 0:15 - 0:45（水曜深夜）に変更した。
2021年10月期の改編で番組名を『電脳ワールドワイ動ショー』に変更し、リニューアル。『ノブナカなんなん?』の後番組として、土曜 22:25 - 22:55枠で放送。

## 出演者
- 小峠英二（バイきんぐ）
- ブイ子[注 1]
- 山下智博
- むいむい（中国人解説員）
- 冷水（中国人スタッフ）
- 李（中国人スタッフ）

## ネット局と放送時間

### 金曜（木曜深夜）時代
| 放送対象地域 | 放送局              | 系列           | 放送日時                     | 放送開始                   | 備考       |
| ------------ | ------------------- | -------------- | ---------------------------- | -------------------------- | ---------- |
| 関東広域圏   | テレビ朝日（EX）    | テレビ朝日系列 | 金曜 1:56 - 2:16（木曜深夜） | 2020年10月9日（8日深夜）   | 制作局     |
| 福岡県       | 九州朝日放送（KBC） | テレビ朝日系列 | 月曜 1:05 - 1:25（日曜深夜） | 2020年10月19日（18日深夜） | 遅れネット |

### 木曜（水曜深夜）時代
※2021年5月現在。
| 放送対象地域 | 放送局                   | 系列           | 放送日時                     | 放送開始日                  | ネット状況 | 備考   |
| ------------ | ------------------------ | -------------- | ---------------------------- | --------------------------- | ---------- | ------ |
| 関東広域圏   | テレビ朝日（EX）         | テレビ朝日系列 | 木曜 0:15 - 0:45（水曜深夜） | 2021年4月1日（3月31日深夜） | 制作局     | 制作局 |
| 青森県       | 青森朝日放送（ABA）      | テレビ朝日系列 | 木曜 0:15 - 0:45（水曜深夜） | 2021年4月1日（3月31日深夜） | 同時ネット |        |
| 岩手県       | 岩手朝日テレビ（IAT）    | テレビ朝日系列 | 木曜 0:15 - 0:45（水曜深夜） | 2021年4月1日（3月31日深夜） | 同時ネット |        |
| 秋田県       | 秋田朝日放送（AAB）      | テレビ朝日系列 | 木曜 0:15 - 0:45（水曜深夜） | 2021年4月1日（3月31日深夜） | 同時ネット |        |
| 福島県       | 福島放送（KFB）          | テレビ朝日系列 | 木曜 0:15 - 0:45（水曜深夜） | 2021年4月1日（3月31日深夜） | 同時ネット |        |
| 新潟県       | 新潟テレビ21（UX）       | テレビ朝日系列 | 木曜 0:15 - 0:45（水曜深夜） | 2021年4月1日（3月31日深夜） | 同時ネット |        |
| 長野県       | 長野朝日放送（abn）      | テレビ朝日系列 | 木曜 0:15 - 0:45（水曜深夜） | 2021年4月1日（3月31日深夜） | 同時ネット |        |
| 近畿広域圏   | 朝日放送テレビ（ABC TV） | テレビ朝日系列 | 火曜 1:38 - 2:14（月曜深夜） | 2021年4月6日（5日深夜）     | 遅れネット |        |
| 石川県       | 北陸朝日放送（HAB）      | テレビ朝日系列 | 木曜 0:20 - 0:50（水曜深夜） | 2021年5月13日（12日深夜）   | 遅れネット |        |
| 静岡県       | 静岡朝日テレビ（SATV）   | テレビ朝日系列 | 木曜 0:25 - 0:55（水曜深夜） | 2021年7月1日（6月30日深夜） | 遅れネット |        |

## スタッフ
- ナレーション：山下智博
- 構成：小杉四駆郎、内藤文能、吉川泰生
- 音効：吉田比呂樹、伊藤美寿々
- TK：満松美弥子
- 編集：内田裕之、村松千宏
- MA：水津一博
- IoTv：荒井祥之
- 美術制作：近藤千春
- 写真協力：アフロ
- 監修：小宮輝之（上野動物園元園長）
- 制作協力：Macaron Labo.、ホリプロ
- アシスタントプロデューサー：馬越脇弘章、今泰之、乙井良太、小嶋悠介
- アシスタントディレクター：川島一平、榊原斗輝、吉田侑加
- ディレクター：伊藤彰宏、金子健太郎、田村海、高松千泰、ブイ子
- チーフディレクター：秦一貴
- プロデューサー：菅原悠平、竹山耕太郎、辰野玲
- ゼネラルプロデューサー：樋口圭介
- 制作：テレビ朝日ソリューション本部コンテンツ編成局第2制作部
- 制作：テレビ朝日

### 過去のスタッフ
- IoTv：小野仁
- 美術制作：加藤正幸